# Bombay (band)
Bombay is een Amsterdamse indierockband bestaande uit Mathias Janmaat, Lisa Ann Jonker en Gijs Loots.

## Geschiedenis
Mathias Janmaat, Linda van Leeuwen en toenmalig zanger Christian Kratzch leerden elkaar kennen op het Conservatorium van Amsterdam. In 2008 startte Bombay Show Pig als schoolproject. In 2010 kwam hun EP ‘Baby, it’s a face” uit. Deze werd opgenomen met Tjeerd Bomhof (Dazzled Kid, Voicst). Halverwege 2011 ging de band verder zonder Christian Kratzch. In mei 2012 werd hun debuutalbum ‘Vulture / Provider’ bij Kytopia uitgebracht, waarmee ze genomineerd werden voor ‘Beste Album 2012’ door 3VOOR12 en voor ‘Best Alternative’ door NPO 3FM. Dit album werd geproduceerd door Simon Akkermans, die tevens de manager van de band is. Met dit album tourden ze door Duitsland en de Verenigde Staten. Ook treden ze regelmatig op in Frankrijk. In 2014 sloot Gijs Loots zich aan als bassist. Vanwege de nieuwe muzikale richting die ze insloegen, werd Bombay Show Pig begin 2015 omgedoopt tot Bombay. Halverwege 2015 verliet Linda van Leeuwen de band. Lisa Ann Jonker neemt sindsdien plaats achter het drumstel.

## Bandleden
- Mathias Janmaat — zang/gitaar
- Lisa Ann Jonker — zang/drums
- Gijs Loots — basgitaar